# Período elisabetano

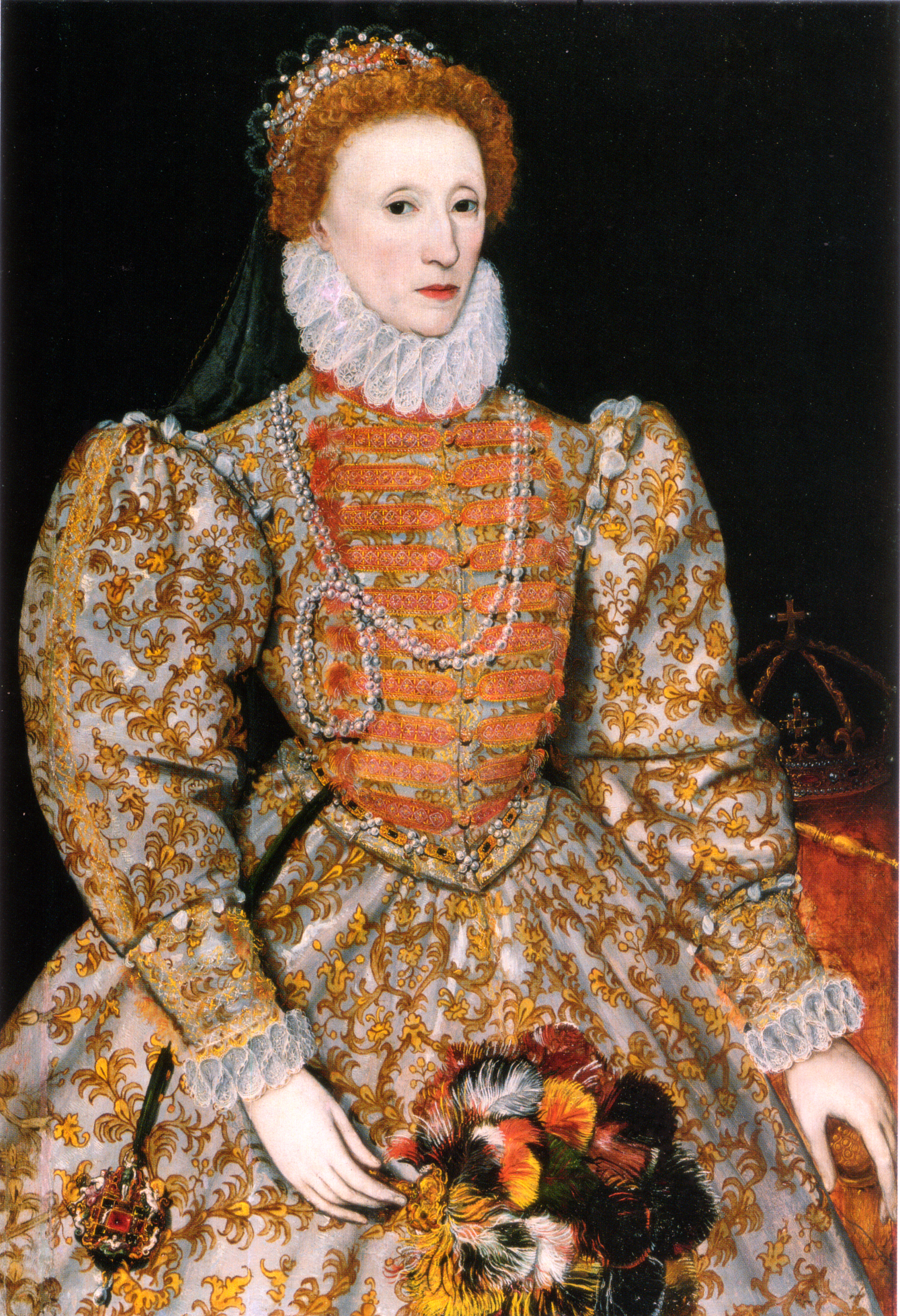
Retrato de Isabel I de Inglaterra

O período elisabetano ou período isabelino, é o período associado ao reinado da rainha Isabel I (em inglês: Elizabeth I) de Inglaterra (r. 1558–1603). É frequentemente considerado uma era dourada da história inglesa. Esta época corresponde ao ápice da renascença inglesa, na qual floresceram a literatura e a poesia do país. Este foi também o tempo durante o qual o teatro elisabetano cresceu e Shakespeare, entre outros, escreveu peças que rompiam com o estilo a que a Inglaterra estava acostumada. Foi um período de expansão e da exploração no exterior, enquanto no interior a Reforma Protestante era estabelecida e defendida contra as forças católicas do continente.
O símbolo da Britânia (uma personificação feminina da Grã-Bretanha) foi usado pela primeira vez em 1572, e muitas vezes depois, para marcar a era elisabetana como um renascimento que inspirou o orgulho nacional através de ideais clássicos, expansão internacional e triunfo naval sobre o Império Espanhol — na época, um reino rival muito odiado pelos ingleses. Em termos de todo o século, o historiador John Guy (1988) argumenta que "a Inglaterra era economicamente mais saudável, mais expansiva e mais otimista sob os Tudors "do que em qualquer época em mil anos.
O período elisabetano é assim tão considerado em parte pelo contraste com os períodos anterior e posterior. Foi um breve período de paz nas batalhas entre protestantes e católicos, e as batalhas entre o parlamento e a monarquia que engolfaram o século XVII. As divisões entre o catolicismo e protestantismo foram definidas momentaneamente pelo "Estabelecimento Religioso Elisabetano" e o parlamento ainda não era forte o suficiente para desafiar o absolutismo real.
A Inglaterra também estava bem se comparada às outras nações europeias. O Renascimento italiano acabou sob o peso da dominação estrangeira na Península Itálica. A França estava envolvida em suas próprias batalhas religiosas que só terminariam em 1598 com o Edito de Nantes. Em parte por causa disto (mas também porque os ingleses tinham sido expulsos de seus últimos territórios no continente), os conflitos seculares entre França e Inglaterra foram suspensas e durante o período elisabetano.
O único grande rival era a Espanha, a quem os ingleses enfrentaram tanto na Europa, quanto na América. A Inglaterra perdeu algumas batalhas notáveis para a Espanha, mas venceu a mais importante quando a Armada Espanhola foi derrotada.
A Grã-Bretanha nesse período teve um governo centralizado, bem organizado e eficaz, na maior parte um resultado das reformas de Henrique VII e Henrique VIII. Economicamente o país começou a beneficiare extremamente da nova era de comércio transatlântico. Os historiadores e os biógrafos modernos da Europa pós-imperial tendem a ter uma visão bem mais racional e imparcial do período de Tudor. A Inglaterra elisabetana não foi particularmente bem-sucedida no âmbito militar durante esse período. O bem-estar econômico do país também foi questionado.
O período elisabetano também viu a Inglaterra começar a desempenhar um papel principal no tráfico de escravos, assim como uma série de campanhas militares inglesas sangrentas na Irlanda católica, com destaque para as Rebeliões de Desmond e a Guerra dos Nove Anos.
Apesar das conquistas obtidas durante este período, menos de 40 anos depois da morte da rainha Isabel, o país imergiu na Guerra Civil Inglesa.

## Roupas e vida doméstica
A moda da corte elisabetana foi pesadamente influenciada pelos estilos espanhol e francês. As peças de roupa notáveis desse período incluem o vertugado ou farthingale (armação usada sob a saia para estendê-la horizontalmente) para mulheres, estilos militares como o mandilhão para os homens, e colarinhos bufantes para ambos os sexos. O período elisabetano viu também a ascensão do bordado doméstico para roupas e nas mobílias.
A refeição típica da época incluía o lear (um tipo de mingau ou papa com ervilhas ou feijões), todos os tipos de carne animal e numerosos tipos de fruta e de vegetais.

## Algumas pessoas notáveis do período elisabetano
- Francis Bacon
- John Dee
- Francis Drake
- Richard Grenville
- Ben Jonson
- Thomas Kyd
- Christopher Marlowe
- Thomas North
- Walter Raleigh
- William Shakespeare
- Philip Sidney
- Edmund Spenser
- Francis Walsingham
- Nicholas Hilliard
- Hans Holbein, o Jovem
- William Byrd
- John Dowland
- Thomas Campion
- John Hawkins
- Levina Teerlinc